# Virgil Trandafirescu
Virgil Trandafirescu (n. 5 septembrie 1907, Turnu Severin, Mehedinți, România – d. 23 iunie 1944, Cosâmbești, Ialomița, România) a fost un pilot român de aviație, comandant de escadrilă în cel de-al Doilea Război Mondial. A comandat Escadrila 51 Vânătoare în Bătălia de la Odesa (1941).
Căpitanul aviator Virgil Trandafirescu a fost decorat cu Ordinul Virtutea Aeronautică de război cu spade, clasa Crucea de Aur cu 1 baretă (11 octombrie 1941) „pentru eroismul cu care a luptat și a condus escadrila sa în toate misiunile încredințate. A distrus în atac la sol 5 care blindate și a avariat mai multe avioane inamice. Minunat exemplu de vitejie” și clasa Crucea de Aur cu 2 barete (4 noiembrie 1941) „pentru cele mai frumoase acțiuni în atacul la sol, dovedind cel mai înalt spirit de jertfă. Are 60 ieșiri în fruntea Escadrilei sale cu 17 lupte aeriene”.
Căpitanul aviator Virgil Trandafirescu a decedat după ce nava sa aeriană, în care afla singur, a fost doborâtă de forțele aeriene ale Statelor Unite ale Americii.

## Decorații
- Ordinul „Virtutea Aeronautică” de Război cu spade, clasa Crucea de Aur cu 1 baretă (11 octombrie 1941)[3]
- Ordinul „Virtutea Aeronautică” de Război cu spade, clasa Crucea de Aur cu 2 barete (4 noiembrie 1941)[4]